# Pat Turner
Patrick "Pat" Turner (født 24. marts 1961 i Toronto) er en canadisk tidligere roer og olympisk guldvinder.
Turner kom med i den canadiske landsholdstrup sidst i 1970'erne og konkurrerede første gang på internationalt plan, da han var med til junior-VM 1979. Her roede han firer uden styrmand, og hans båd blev nummer seks. To år senere var han med i samme båd til senior-VM, hvor hans båd vandt bronze. Han kom senere med i otteren, der ved VM i 1983 blev nummer otte.
Turner var i denne båd med til OL 1984 i Los Angeles. Båden blev toer i det indledende heat efter New Zealand og måtte dermed i opsamlingsheat, hvor de blev toer efter Australien. Canadierne var nu i finalen, hvor de kom til at kæmpe en indædt kamp mod USA, men endte med at vinde guld, 0,42 sekund foran amerikanerne, mens Australien vandt bronze. Det var Canadas første guldmedalje i otteren nogensinde og landets første OL-guld i roning siden 1964. Udover Turner bestod bådens besætning af Dean Crawford, John Michael Evans, Blair Horn, Paul Steele, Mark Evans, Kevin Neufeld, Grant Main og styrmand Brian McMahon.
Efter OL 1984 begyndte han at ro firer uden styrmand. Denne båd blev nummer fem ved VM 1985 og nummer fire ved VM 1986 og vandt guld ved Commonwealth Games samme år. Derefter vendte han tilbage til otteren, og den canadiske otter blev nummer fem ved VM i 1987. Efter dette indstillede Turner sin aktive karriere. Han blev sammen med resten af otterbesætningen fra OL 1984 optaget i British Columbia Sports Hall of Fame og i Canadas Olympiske Hall of Fame.

## OL-medaljer
- 1984:  Guld i otter